# Louis Combes (architecte)
Pour les articles homonymes, voir Louis Combes.
Guy-Louis Combes, Louis-Guy Combes plus couramment appelé Louis Combes (20 août 1757 à Podensac - 7 mars 1818 à Bordeaux) est un architecte français.

## Biographie

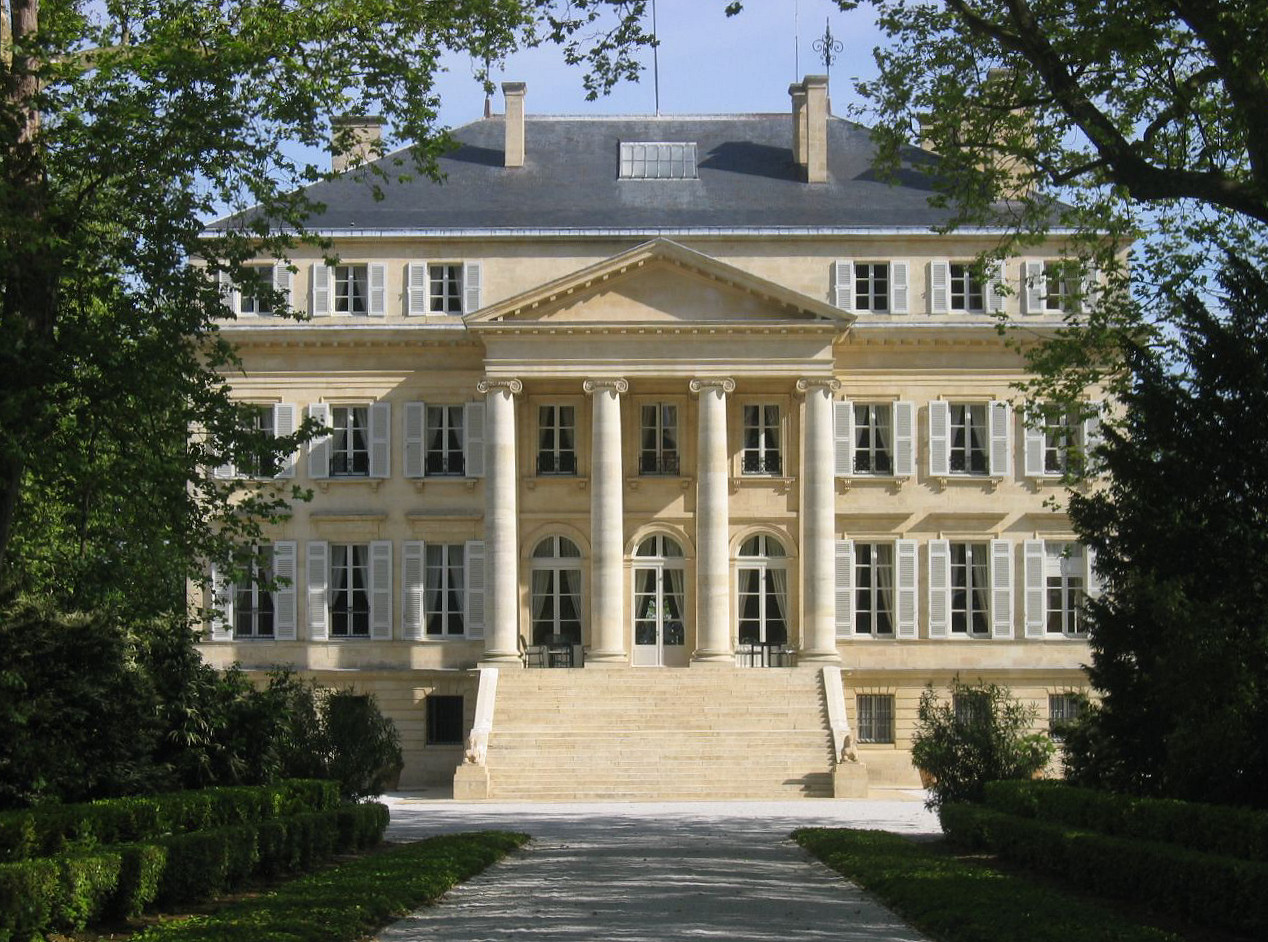
Château Margaux

Guy Combes naît le 20 août 1757 à Podensac. Il est le fils de Jean Combes (1725-1806), maître menuisier de Bordeaux, et de Marie Lair (ca 1739-1797), qui appartiennent à un milieu protestant modeste. Il commence à travailler dans le cabinet de l'architecte voyer de la ville, Richard-François Bonfin. Il est remarqué et reçoit déjà des prix, en 1778. Quelques mécènes lui permettent de poursuivre sa formation à Paris où il est accueilli dans l'atelier de Richard Mique puis de Peyre le Jeune. En 1781, il reçoit le grand prix d'architecture de l'académie. Il part alors passer trois années à Rome où il étudie les monuments antiques et de la Renaissance.
Les dix années précédant le début de la Révolution sont pour Bordeaux une période de réflexions et de propositions pour son développement. En 1782, l'intendant Nicolas Dupré de Saint-Maur présente à l'Académie de Bordeaux un mémoire sur l'embellissement de la ville. Pour permettre le développement de la ville, il prévoit la construction d'une ceinture de canaux pour drainer les marécages, la construction d'un pont pour permettre d'accéder à la rive droite de la Garonne, de nouveaux équipements pour le port et des bâtiments publics pour améliorer le commerce. Les spéculations financières, malgré les aléas des guerres (guerre d'indépendance des États-Unis) a permis que cette période voit, à Bordeaux, premier port du royaume, des lotissements privés se projeter et se réaliser : quartier de l'archevêché, quartier de Rodesse et pavé des Chartrons. Tous les architectes bordelais ont participé à ces opérations.

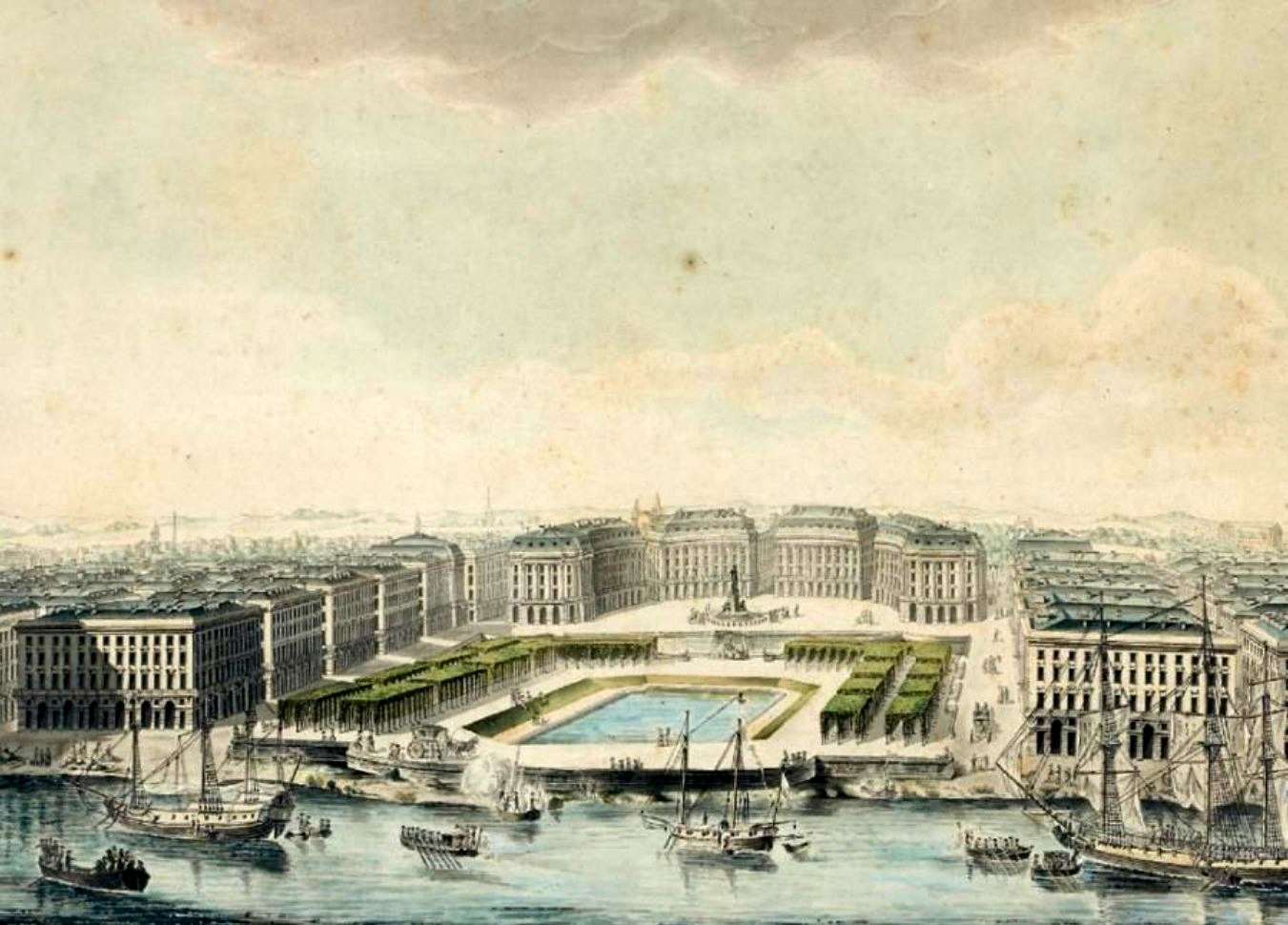
Projet de remplacement du chateau Trompette (1786)

Il revient à Bordeaux en 1785 où il travaille sur le projet de la place en remplacement du Château Trompette dirigé par Victor Louis dont l'intendant avait obtenu du roi la démolition en août. Après avoir reçu la somme de 7 500 000 livres pour l'achat des matériaux du château Trompette en octobre 1786, Louis XVI avait demandé aux architectes de présenter leurs plans. Victor Louis avait prévu une place en hémicycle s'ouvrant sur le fleuve sur laquelle donnaient treize rues en hommage aux treize états américains devenus indépendants. Cette place était ornée en son centre d'une colonne Ludovice à la romaine surmontée de la statue du roi. Ce projet va s'arrêter en 1787 quand on va s'apercevoir que les 7 500 000 livres n'ont jamais été versées en monnaie sonnante et trébuchante.
Il publie en 1785 un traité dans lequel il critique l'art des siècles précédents et surtout du Moyen Âge. Il a fait partie du Musée, société créée par des négociants protestants opposés à l'Académie de Bordeaux. Il publie en 1788 une leçon d'introduction d'un cours d'architecture.
Il publie dans le Journal de Guienne du 6 octobre 1787 des réflexions sur l'architecture. Il y distingue les architectures de papier qui permettent aux architectes de se livrer entièrement à leur génie et faire usage de toutes les ressources de l'art, et les projets à réaliser faits sur des données, pour être exécutés avec toute l'économie possible. Il fait prévoir une architecture utile au bien public. Il a pratiqué les deux types d'architecture.
Il se déclare très attaché aux idéaux révolutionnaires. Il est aussi un architecte utopiste et visionnaire, à la manière d'un Ledoux ou d'un Boullée. En 1790, il propose à l'Assemblée nationale des plans pour un temple de la Liberté, place de la Bastille, et pour un cirque national. Puis il propose pour répondre à un concours à Bordeaux un port monumental sur la Gironde, puis, en 1798, un projet de place. En 1813, il propose de tailler le mont Cenis en forme de pyramide pour en faire le piédestal d'une statue de Napoléon Ier.
La Révolution va bouleverser la propriété de certains bâtiments qui appartenaient à la Couronne ou aux ordres religieux. Devenus biens nationaux, leurs ventes vont permettre la mise en chantier de nouveaux projets d'urbanisme. Le développement de la ville va durer jusqu'à la Terreur, stagner ensuite, puis reprendre pendant le Directoire, puis de nouveau stagner jusqu'à la paix d'Amiens, mais les guerres reprenant, l'activité du port devient très faible. L'impécuniosité de l'État n'a pas permis la réalisation de tous les bâtiments édilitaires prévus. Progressivement la bourgeoisie va quitter le vieux Bordeaux pour s'installer dans les nouveaux quartiers. Lorenz Meyer, le frère du consul de Hambourg à Bordeaux, constate en 1801, au cours de sa seconde visite, l'arrêt presque complet de l'activité du port entraînant des faillites mais une fièvre de constructions de maisons et d'hôtels dans les nouveaux quartiers.
L'après 1789 voit succéder au style antiquisant Louis XVI et au style "à la grecque", un style plus sévère qui est appelé révolutionnaire ou républicain. Ce style se veut plus vertueux et patriotique mais en conservant une approche antiquisante. On préfère au style grec et romain des formes qui semblent plus primitives, le dorique et le toscan. Avant l'expédition de Bonaparte en Égypte, on commence à s'intéresser aux formes égyptiennes dont l'art est considéré comme plus ancien.
En août 1790, il est nommé architecte-ingénieur du département de la Gironde. L'archevêché étant devenu un bien national, il est chargé, en 1791, de la transformer en hôtel de l'administration. Il réalise alors, dans l'aile droite de la cour les tribunaux civil et criminel d'une sévérité "à la romaine".
Le palais de l'Ombrière devant être détruit, il projette, en l'an IV, sur son emplacement, une grandiose place ronde.
Il s'est rapproché du milieu des négociants bordelais. En 1795-1796, il travaille pour Daniel Christoph Meyer, consul de Hambourg. Il transforme un hôtel face au Grand Théâtre de Victor Louis. Il a édifié pour Meyer une maison de campagne à Blanquefort.
Au printemps 1799, il participe, avec le peintre Pierre Lacour, à la remise au goût du jour de la décoration du Grand Théâtre.
À partir de 1791 s'est posé le problème de la conservation ou de la destruction du palais Gallien. La même année Volney publie Les ruines ou Méditations sur les révolutions des Empires. La Commission des artistes intervient en l'an IV pour sauver le monument et la commune suspend les opérations. En l'an IX, Louis Combes, architecte des bâtiments civils de la Gironde, remet un rapport au préfet où il demande la conservation du portique au couchant et de la partie elliptique. Les parcelles concernées sont alors expropriées.
En 1802, deux commerçants philanthropes, Rodrigues et Gœthals, s'associent et veulent montrer au public leurs collections de sciences naturelles, de tableaux, d'antiquités, dans le quartier des Grands-Hommes. Louis Combes réalise pour eux le Muséum. La façade est marquée par deux colonnes ioniques. L'intérieur est organisé comme une salle hypostyle avec huit colonnes doriques soutenant trois dômes.
La même année, il propose un monument hommage à Napoléon 1er destiné à être érigé sur l'actuelle Place de la Bourse de Bordeaux. Le monument devait être réalisé par Jean Guillaume Moitte et devait rendre hommage au rôle pacificateur de Napoléon. La reprise des hostilités ajourne le projet qui ne sera jamais réalisé et que Louis Combes reniera, un dessin conservé à la bibliothèque municipale de Bordeaux comporte un ajout de la main de l'architecte daté de 1814 : « Je le croyais un grand homme, je me suis trompé »,.
Le rétablissement de la religion catholique après le concordat va nécessiter de réparer les églises rouvertes en 1803. Louis Combes a eu en charge, en 1804, la restauration de la cathédrale. Les combles du transept et du chœur ont été détruits par un incendie accidentel le 25 août 1787, et n'avaient été réparés que sommairement. La cathédrale, fermée en 1793, était ensuite restée sans entretien. Combes respecte son style gothique, reprenant une recommandation de l'architecte bordelais Jean-Baptiste Lartigue en 1776 au moment de la présentation de son projet Le frontispice d'un portail gothique pour l'église métropolitaine Saint-André. Comme le remarque Jouannet dans l' Éloge de M. Combes fait en 1819 à l'Académie Royale des Sciences et Belles-lettres de Bordeaux, on admira l'échafaudage qu'il a inventé pour restaurer les tours, échafaudage dont tout Bordeaux se plaisait à comparer la légèreté avec celle des flèches elles-mêmes. Il a donné à la nef l'apparence qu'elle a conservé depuis.
Il travaille dès 1805 sur les bâtiments de la propriété de Château Margaux et construit le château à partir de 1810.
Louis Combes réalise en 1811 le dépôt de mendicité. Il est devenu ensuite le petit séminaire jusqu'en 1906, avant d'être transformé, en 1930, en établissement scolaire, aujourd'hui lycée Gustave Eiffel. Louis Combes a fait remarquer dans un mémoire sur le projet d'un hôpital qu'il a été construit avec l'économie qui convient aux monuments consacrés à l'infortune.
Considéré comme un des meilleurs architectes de province avec Mathurin Crucy de Nantes, il a été correspondant de l'Institut de France.

## Principales réalisations
- 1786 : bains publics de Bordeaux ;
- 1788 : hôtel Acquart, 5 cours de l'Intendance ;
- 1791 : tribunaux civil et criminel de Bordeaux (aujourd'hui hôtel de ville de Bordeaux) ;
- 1796 : hôtel Meyer qu'il transforme en ajoutant un façade néoclassique face au Grand Théâtre de Bordeaux ;
- 1802 : Museum, 28 rue Jean-Jacques Rousseau
- 1805 : maison 13 rue Buffon ;
- 1805 : restauration de l'église Saint-Paul de Bordeaux ;
- 1805-1810 : les communs, les chais de Château Margaux ;
- 1807-1809 : transformation du bâtiment du collège de Périgueux en préfecture de la Dordogne ;
- 1810-1818 : Château Margaux ;
- 1811 : Dépôt de mendicité de Bordeaux (actuel lycée Gustave-Eiffel)

Architecte de plusieurs départements, il a participé à la réalisation de bâtiments publics à Bazas, Agen, Angoulême, Toulouse, Périgueux, ... À Bordeaux, il a restauré, en 1804, la cathédrale Saint-André de Bordeaux. Il a restauré les deux flèches.

## Publications
- Louis Combes, Réflexion sur les temples antiques et modernes de Rome, Archives municipales de Bordeaux
- Louis Combes, Mémoire sur le projet d'un grand hôpital', Bordeaux, 1809